# Pedro Nicolau Fegerstein
Pedro Nicolau Fegerstein (Suécia, c. 1797 — São Borja, 17 de junho de 1862) foi um militar sueco que lutou no Brasil.
Veio para o Brasil, contratado como mercenário, parte do Corpo de Estrangeiros. Participou também da Batalha do Passo do Rosário, em 1827. Depois de desmobilizado foi morar em São Leopoldo.
Na Revolução Farroupilha se apresentou em Rio Pardo, onde foi encarregado de organizar a infantaria local, passando a lutar do lado imperial. No comando desta tropa, foi ferido no cerco de Porto Alegre, em 1836, por uma bala de fuzil. 
Serviu de intérprete, junto com major Resin,  quando chegaram os Brummer ao Brasil, em 1851, tendo feito com essa legião, a Campanha contra Rosas e Uribe, como tesoureiro.
Foi de novembro de 1853 a junho de 1855, comandante do 14° Batalhão de Infantaria de Rio Pardo. Faleceu em São Borja.